# Yūya Oikawa
Yūya Oikawa (jap. 及川佑 Oikawa Yūya; ur. 16 stycznia 1981 r. w Ikeda) – japoński łyżwiarz szybki, wicemistrz świata oraz trzykrotny zdobywca Pucharu Świata.

## Kariera
Największy sukces w karierze Yūya Oikawa osiągnął w 2007 roku, kiedy zdobył srebrny medal w biegu na 500 m podczas dystansowych mistrzostw świata w Salt Lake City. W zawodach tych wyprzedził go jedynie Lee Kang-seok z Korei Południowej, a trzecie miejsce zajął Tucker Fredricks z USA. W tym samym roku brał też udział w zimowych igrzyskach azjatyckich w Changchun, gdzie zwyciężył na 100 m, a na 500 m był trzeci. W biegu na 500 m był też czwarty na mistrzostwach świata w Inzell w 2005 roku oraz rozgrywanych rok później igrzyskach olimpijskich w Turynie. Walkę o medal przegrał odpowiednio z Kanadyjczykiem Jeremym Wotherspoonem i Lee Kang-seokiem. W 2010 roku brał udział w igrzyskach w Vancouver, zajmując trzynastą pozycję w biegu na 500 m. Wystąpił także na rozgrywanych cztery lata później igrzyskach w Soczi, rywalizację na dystansie 500 m kończąc na piętnastej pozycji. Wielokrotnie stawał na podium zawodów Pucharu Świata, odnosząc przy tym dziesięć zwycięstw. W sezonach 2005/2006, 2006/2007 i 2008/2009 zwyciężał w klasyfikacji końcowej 100 m, a w sezonie 2004/2005 był drugi za Chińczykiem Yu Fengtongiem.